# Luke Johnson (tenista)
Luke Johnson (* 18. března 1994 Leeds) je britský profesionální tenista, deblový specialista. Ve své dosavadní kariéře na okruhu ATP Tour vyhrál tři deblové turnaje. Na challengerech ATP a okruhu ITF získal třicet čtyři titulů ve čtyřhře.
Na žebříčku ATP byl ve dvouhře nejvýše klasifikován v listopadu 2021 na 606. místě a ve čtyřhře v dubnu 2025 na 40. místě. Trénuje ho Calvin Betton.

## Tenisová kariéra
První tři grandslamové soutěže odehrál ve čtyřhrách Wimbledonu 2019, 2021 a 2023. Se spoluhráči nikdy nepostoupil do druhého kola. Premiérový vyhraný zápas na majorech dosáhl při čtvrtém startu v této kategorii, na French Open 2024 po boku Tunisana Skandera Mansouriho. Ve druhém kole skončili i na navazujícím Wimbledonu 2024.
Na okruhu ATP Tour, vyjma grandslamu, debutoval čtyřhrou na travnatém Rothesay International Eastbourne 2023, do níž s krajanem Julianem Cashem obdrželi divokou kartu. V úvodu podlehli Britům Broadymu s O'Marou hrajícím rovněž na divokou kartu. První vítězné zápasy si připsal až při sedmém turnajovém startu, v deblové soutěži říjnového European Open 2024 v Antverpách. Spolu s Nizozemcem Sanderem Arendsem vyřadili ve čtvrtfinále druhé nasazené Santiaga Gonzáleze a Édouarda Rogera-Vasselina po zvládnutém supertiebreaku. V semifinále však podlehli pozdějším vítězům Alexandru Erlerovi s Lucasem Miedlerem z Rakouska.
První kariérní trofej na okruhu ATP vybojoval s Arendsem na Moselle Open 2024 v Metách. V závěrečném duelu  zdolali francouzskou dvojicí Pierre-Hugues Herbert a Albano Olivetti. Na lednovém Hong Kong Tennis Open 2025 pak ve finále zvítězili nad singlisty světové dvacítky, Karenem Chačanovem a Andrejem Rubljovem. Hongkongský turnaj ovládl jako první Brit. Po druhém kole lednového Australian Open 2025 a semifinále navazujícího Open Occitanie 2025 v Montpellier, zaznamenal 3. února 2025 nové žebříčkové maximum, když mu patřilo 52. místo ve čtyřhře.

## Finále na okruhu ATP Tour

### Čtyřhra: 3 (3–0)
| Legenda                   |
| ------------------------- |
| Grand Slam (0)            |
| Turnaj mistrů (0)         |
| ATP Tour Masters 1000 (0) |
| ATP Tour 500 (1–0)        |
| ATP Tour 250 (2–0)        |

| Stav  | č. | datum         | turnaj               | kategorie | povrch    | spoluhráč     | soupeři ve finále                     | výsledek              |
| ----- | -- | ------------- | -------------------- | --------- | --------- | ------------- | ------------------------------------- | --------------------- |
| Vítěz | 1. | listopad 2024 | Mety, Francie        | ATP 250   | tvrdý (h) | Sander Arends | Pierre-Hugues Herbert Albano Olivetti | 6–4, 3–6, [10–3]      |
| Vítěz | 2. | leden 2025    | Hongkong, Čína       | ATP 250   | tvrdý     | Sander Arends | Karen Chačanov Andrej Rubljov         | 7–5, 4–6, [10–7]      |
| Vítěz | 3. | duben 2025    | Barcelona, Španělsko | ATP 500   | antuka    | Sander Arends | Joe Salisbury Neal Skupski            | 6–3, 6–7(1–7), [10–6] |

## Tituly na challengerech ATP a okruhu ITF

### Čtyřhra (34 titulů)
| Legenda                  |
| ------------------------ |
| D – dvouhra; Č – čtyřhra |
| Challengery (12)         |
| ITF (22)                 |

| Č.  | datum         | turnaj                             | okruh             | povrch      | spoluhráč             | poražení finalisté                               | výsledek               |
| --- | ------------- | ---------------------------------- | ----------------- | ----------- | --------------------- | ------------------------------------------------ | ---------------------- |
| 1.  | únor 2017     | Shrewsbury, Spojené království     | Futures           | tvrdý       | Scott Clayton         | Jack Molloy Marcus Willis                        | 3–6, 6–4, [10–6]       |
| 2.  | říjen 2017    | Aškelon, Izrael                    | Futures           | tvrdý       | Richard Gabb          | F Zvonimir Zgombic Alon Elia                     | 6–2, 6–1               |
| 3.  | říjen 2017    | Kirjat Gat, Izrael                 | Futures           | tvrdý       | Richard Gabb          | Matias Franco Descotte Hugo Voljacques           | 6–4, 7–6(7–2)          |
| 4.  | srpen 2018    | Dublin, Irsko                      | Futures           | koberec     | Hugo Voljacques       | Ben Jones Joshua Paris                           | 7–6(8–6), 6–4          |
| 5.  | září 2018     | Monastir, Tunisko                  | Futures           | tvrdý       | Christian Seraphim    | J Benitez Chavarriaga J Blanco Guadalupe         | 4–6, 6–2, [10–8]       |
| 6.  | říjen 2018    | Tavira, Portugalsko                | Futures           | tvrdý       | Luca Castelnuovo      | Francisco Cabral Sergio Martos Gornés            | 4–6, 7–5, [10–3]       |
| 7.  | prosinec 2018 | Monastir, Tunisko                  | Futures           | tvrdý       | Evan Hoyt             | Steven Diez Marco Bartolotti                     | 6–4, 6–2               |
| 8.  | únor 2019     | Barnstaple, Spojené království     | World Tennis Tour | tvrdý       | Evan Hoyt             | Julian Cash Andrew Watson                        | 3–6, 7–6(7–4), [10–6]  |
| 9.  | únor 2019     | Glasgow, Spojené království        | World Tennis Tour | tvrdý       | Evan Hoyt             | Tom Fawcett Alexander Ritschard                  | 6–1, 7–6(8–6)          |
| 10. | květen 2019   | Gran Canaria, Španělsko            | World Tennis Tour | antuka      | Felipe Meligeni Alves | J Pla Malfeito Michiel De Krom                   | 6–1, 7–6(7–3)          |
| 11. | květen 2019   | Gran Canaria, Španělsko            | World Tennis Tour | antuka      | Felipe Meligeni Alves | Francisco Dias Michiel De Krom                   | 6–3, 6–7(3–7), [13–11] |
| 12. | listopad 2019 | Heráklion, Řecko                   | World Tennis Tour | tvrdý       | Jan Zieliński         | Adrian Bodmer Jonas Trinker                      | 1–6, 6–2, [12–10]      |
| 13. | leden 2020    | Monastir, Tunisko                  | World Tennis Tour | tvrdý       | Hugo Voljacques       | Dominik Langmajer Marek Gengel                   | 6–3, 6–2               |
| 14. | květen 2021   | Troisdorf, Německo                 | World Tennis Tour | antuka      | Dan Added             | Juan Ignacio Galarza Juan Pablo Paz              | 6–4, 6–4               |
| 15. | srpen 2021    | Gdyně, Polsko                      | World Tennis Tour | antuka      | Arthur Fery           | Michał Mikuła Yann Wójcik                        | 6–3, 6–1               |
| 16. | září 2021     | Forbach, Francie                   | World Tennis Tour | koberec (h) | Ben Jones             | Maxence Beaugé Arthur Bouquier                   | 6–3, 6–2               |
| 17. | listopad 2021 | Ithaca, Spojené státy              | World Tennis Tour | tvrdý (h)   | Vasil Kirkov          | Alex Knaff Joshua Peck                           | 7–6(7–3), 6–3          |
| 18. | květen 2022   | Monastir, Tunisko                  | World Tennis Tour | tvrdý       | Skander Mansouri      | Arthur Bouquier Martin Breysach                  | 7–6(7–3), 6–3          |
| 19. | červen 2022   | Bakio, Španělsko                   | World Tennis Tour | tvrdý       | Skander Mansouri      | Aaron Cohen Àlex Martínez                        | 1–6, 6–2, [10–5]       |
| 20. | červenec 2022 | Ajaccio, Francie                   | World Tennis Tour | tvrdý       | Ben Jones             | Dan Added Arthur Bouquier                        | 6–2, 6–7(1–7), [10–8]  |
| 21. | srpen 2022    | Nottingham, Spojené království     | World Tennis Tour | tráva       | Charles Broom         | Ben Jones Joe Tyler                              | 6–1, 7–6(7–4)          |
| 22. | únor 2023     | Rome, Spojené státy                | Challenger        | tvrdý (h)   | Sem Verbeek           | Gabriel Décamps Alex Rybakov                     | 6–2, 6–2               |
| 23. | květen 2023   | Oeiras, Portugalsko                | Challenger        | antuka      | Sem Verbeek           | Jaime Faria Henrique Rocha                       | 6–7(6–8), 7–5, [10–6]  |
| 24. | září 2023     | Istanbul, Turecko                  | Challenger        | tvrdý       | Skander Mansouri      | Sander Arends Ajsám Kúreší                       | 7–6(7–3), 6–3          |
| 25. | říjen 2023    | Charleston, Spojené státy          | Challenger        | tvrdý       | Skander Mansouri      | Nicholas Bybel Oliver Crawford                   | 6–4, 6–4               |
| 26. | říjen 2023    | Tiburon, Spojené státy             | Challenger        | tvrdý       | Skander Mansouri      | William Blumberg Luis David Martínez             | 6–2, 6–3               |
| 27. | leden 2024    | Nonthaburi, Thajsko                | Challenger        | tvrdý       | Skander Mansouri      | Rithvik Čoudary Bollipalli Niki Kalijanda Púnača | 7-5, 6-4               |
| 28. | leden 2024    | Ottignies-Louvain-la-Neuve, Belgie | Challenger        | tvrdý (h)   | Skander Mansouri      | Sander Arends Sem Verbeek                        | 7-5, 6-3               |
| 29. | duben 2024    | Řím, Itálie                        | Challenger        | antuka      | Skander Mansouri      | Lorenzo Rottoli Samuel Vincent Ruggeri           | 6-2, 6-4               |
| 30. | květen 2024   | Aix-en-Provence, Francie           | Challenger        | antuka      | Skander Mansouri      | Diego Hidalgo Cristian Rodríguez                 | 6-3, 6-3               |
| 31. | srpen 2024    | Porto, Portugalsko                 | Challenger        | tvrdý       | Sander Arends         | Joshua Paris Ramkumar Ramanathan                 | 6-3, 6-2               |
| 32. | září 2024     | Saint-Tropez, Francie              | Challenger        | tvrdý       | Sander Arends         | André Göransson Sem Verbeek                      | 3–6, 6–3, [10–4]       |
| 33. | listopad 2024 | Lyon, Francie                      | Challenger        | tvrdý (h)   | Lucas Miedler         | Sergio Martos Gornés David Pichler               | 6–1, 6–2               |
| 34. | duben 2025    | Monza, Itálie                      | Challenger        | antuka      | Sander Arends         | Filippo Romano Jacopo Vasami                     | 6–1, 6–1               |